# La Chaîne normande
 (mars 2022).
- Si vous ne connaissez pas le sujet, laissez ce bandeau (vous pouvez alors contacter les auteurs).
- Si vous supprimez le contenu mis en cause (vous pouvez préalablement contacter les auteurs),

argumentez précisément cette suppression dans la page de discussion
(un manque de référence n'est pas un argument ; une recherche réelle de référence doit avoir été effectuée, être formellement documentée).
 (février 2012).
La Chaîne normande (également connue sous le sigle LCN) est une ancienne chaîne de télévision régionale traitant de l'actualité de la région Normandie, diffusée du 14 octobre 2011 au 28 septembre 2022.

## Origines

### Le choix du CSA

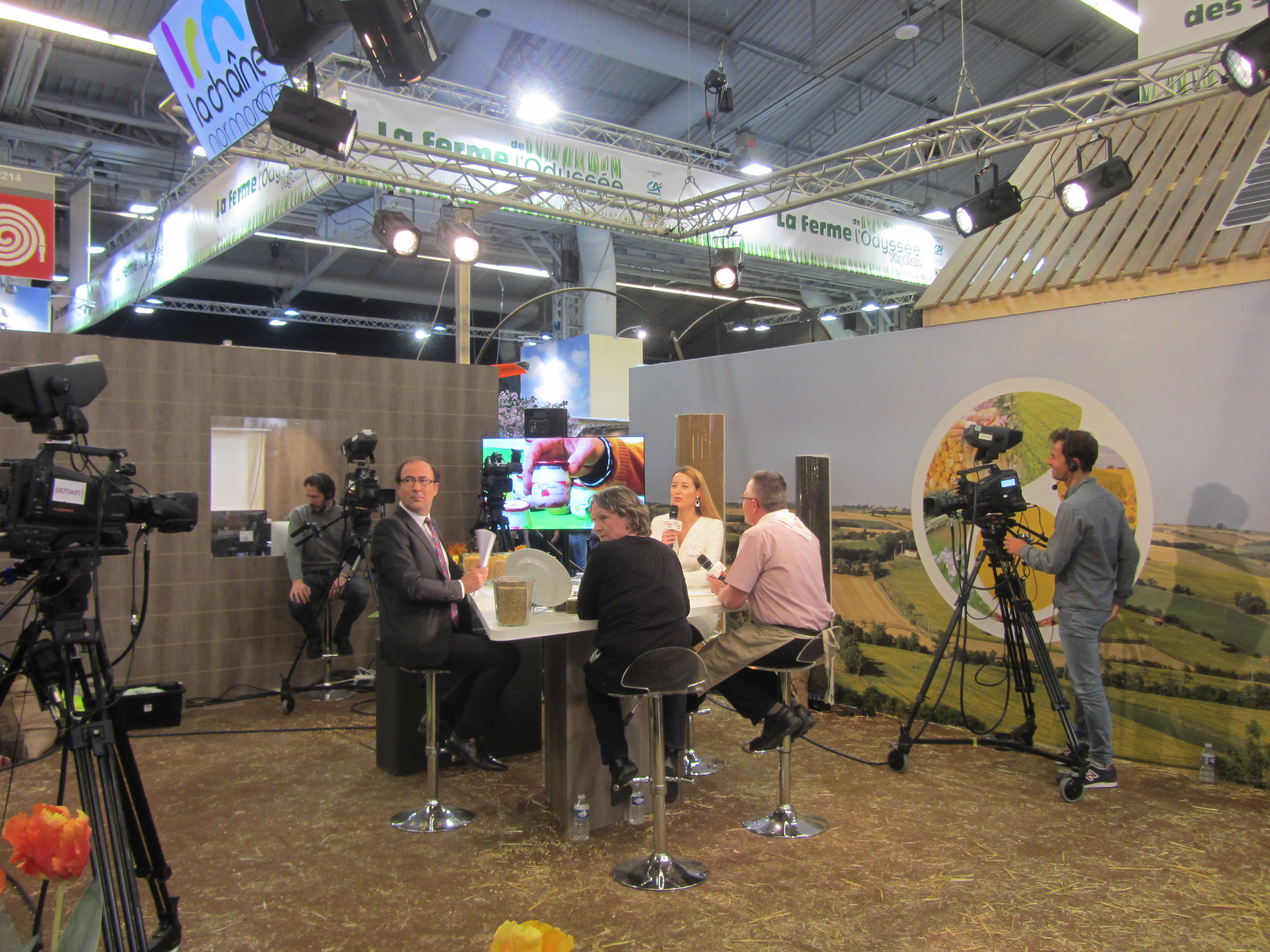
Plateau de la Chaine Normande au Salon de l'agriculture 2014

Fidèle à son objectif de développer les chaînes locales sur la TNT, le Conseil supérieur de l'audiovisuel (CSA) a annoncé en août 2010 le lancement de cinq nouvelles chaînes locales sur la TNT dans le Nord-Pas-de-Calais, en Normandie et dans le Pays de la Loire. Les nouveaux projets retenus sont TV Côte d'Opale à Boulogne et Dunkerque, La Chaîne normande à Rouen et Neufchâtel-en-Bray, Normandie TV à Cherbourg, LM TV Orne à Alençon et Ma télé à Laval.
Pour la Haute-Normandie, un « duel » l'opposait depuis plusieurs mois à Normandie TV qui émet déjà en Basse-Normandie. L'audition par le CSA de ces deux chaînes a eu lieu le 20 juillet 2010. Dès le 23 juillet, le projet rouennais obtenait la faveur du CSA. La convention du CSA à LCN est de 15 ans renouvelable.

### Une vocation locale
En utilisant les 2 émetteurs TNT principaux de TDF à Rouen et à Neufchâtel-en-Bray, La Chaîne normande (LCN) dispose d’environ un million de téléspectateurs potentiels, sur la région Haute-Normandie. Le dernier canal disponible sur l'émetteur du Havre a été préempté par France 3 pour permettre la diffusion de France 3 Normandie Le Havre et France 3 Normandie Caen (Couverture de la partie Nord-Est du département du Calvados), LCN espère trouver une solution pour être reprise sur la zone du Havre.
La chaîne était diffusée à l'origine sur le programme 23. Le CSA ayant décidé de changer la numérotation de toutes les chaînes de télévision locale pour permettre l'insertion des 6 nouvelles chaînes sur la TNT gratuite. 
Des négociations avec le groupe Altice Média sont lancés en 2021 pour le rachat de la société TV Normandie, éditrice de La Chaîne normande,. Elles aboutissent en 2022 et la chaîne sera renommée BFM Normandie en septembre 2022,,

## La chaîne
Les locaux de la chaîne se situent à Rouen, dans la tour Vauban. LCN est en partenariat avec la région Normandie, le département de la Seine-Maritime, la CREA et la ville de Rouen pour les collectivités.

## Identité visuelle

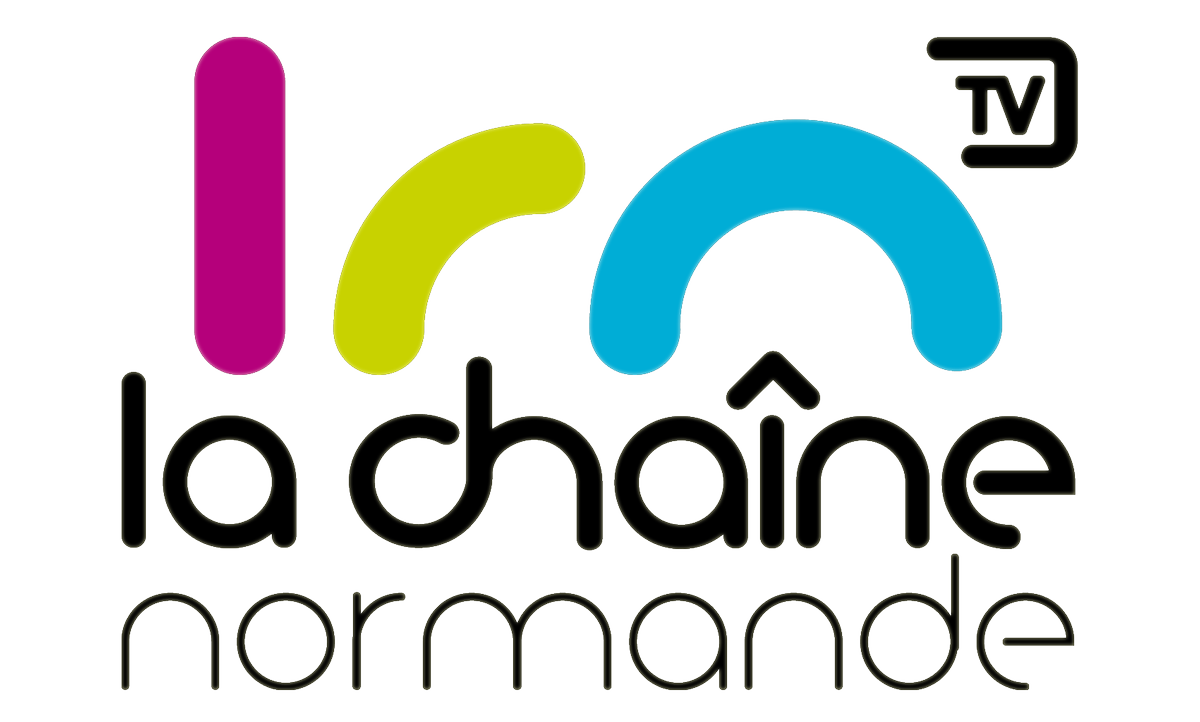
Logo de La Chaîne normande du 14 octobre 2011 au 28 septembre 2022.

## Direction
Le président fondateur de La Chaîne normande est Éric Terrier. Il est également le dirigeant de la société de production Biplan, elle-même associée à Biplan Cherbourg.
LCN est portée par la SAS TV 276 qui associe des professionnels de l’audiovisuel et de la communication[source secondaire souhaitée]. 
Le capital est détenu majoritairement par les fondateurs, une quarantaine de dirigeants de la région sont entrés au capital, dont certains membres de Normandie Business Angels (NBA).

## Financement
Le budget de la chaine est assuré par trois ressources principales : les collectivités locales (40 %), des grandes entreprises de la Région (Matmut, Crédit agricole, CIC, Ferrero), il est complété par des recettes publicitaires locales et nationales. En effet, la région Haute-Normandie, le département de Seine-Maritime, la Métropole Rouen Normandie et la Ville de Rouen assurent environ la moitié du budget des premières années. Les recettes publicitaires devraient progresser en 5 ans, pour assurer entre 60 % et 70 % du coût de la chaîne.
Le budget de fonctionnement est de 1 million d'euros.
Ce budget est comparable à celui de à sa concurrente, Normandie TV, implantée en Basse-Normandie. À noter que la concurrente Normandie TV à Caen a cessé d'émettre en avril 2015. Il reste la webtélévision associative TVNormanChannel du Mouvement normand qui émet sur l'ensemble de la Normandie et des îles anglo-normandes.